# Liste de moteurs de recherche
 (mars 2023).
 (février 2021).
Si vous disposez d'ouvrages ou d'articles de référence ou si vous connaissez des sites web de qualité traitant du thème abordé ici, merci de compléter l'article en donnant les références utiles à sa vérifiabilité et en les liant à la section « Notes et références ».
Cet article contient une liste de moteurs de recherche web ou d'entreprise.

## Moteurs de recherche internet

Ask.com (multilingue)
Baidu (chinois)
Bing (multilingue)
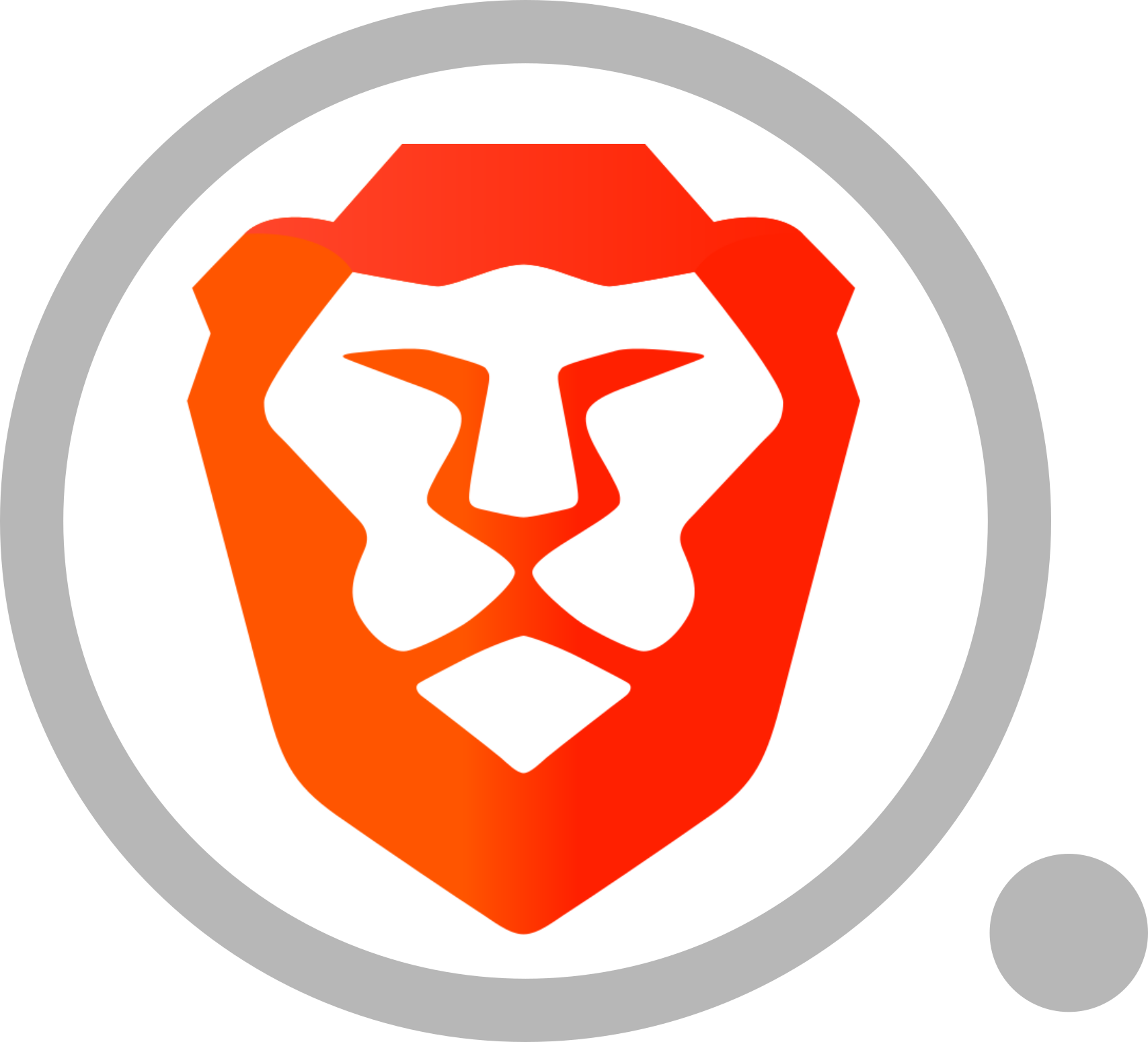
Brave (multilingue)
DuckDuckGo (multilingue)
Ecosia (multilingue)
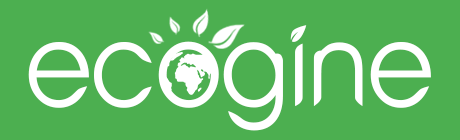
Ecogine (multilingue)
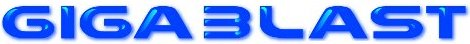
Gigablast (anglais)
Google Search (multilingue)
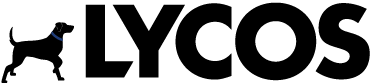
Lycos (multilingue)
Lilo  (multilingue)
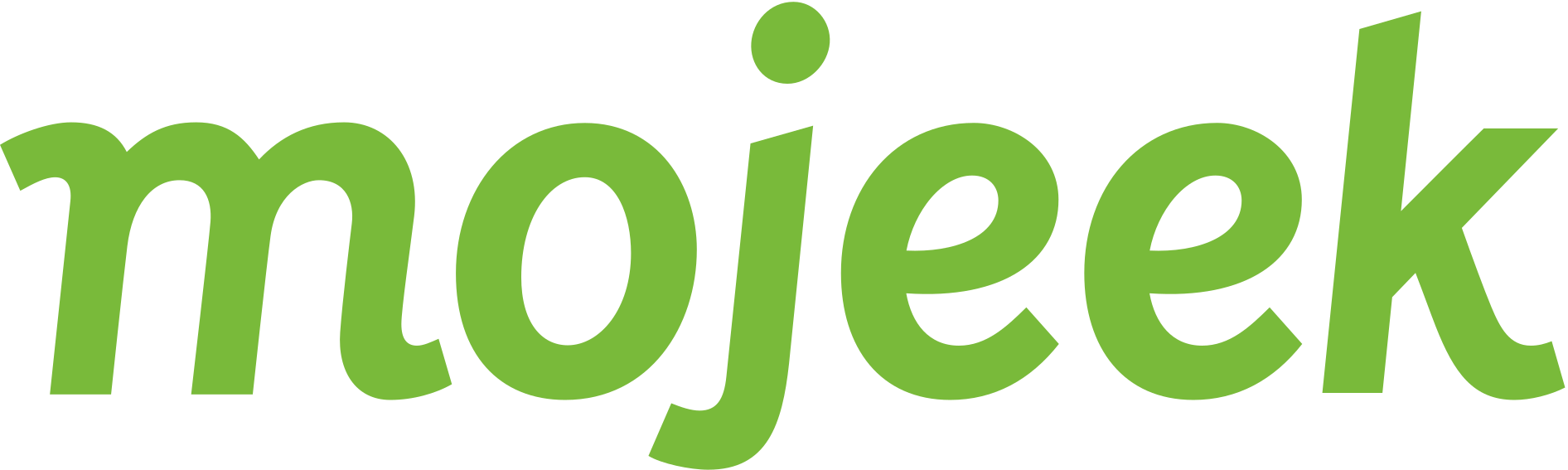
Mojeek
Naver (coréen)
Presearch (multilingue)
Qwant (multilingue)
Sohu (chinois)
Soso (chinois)
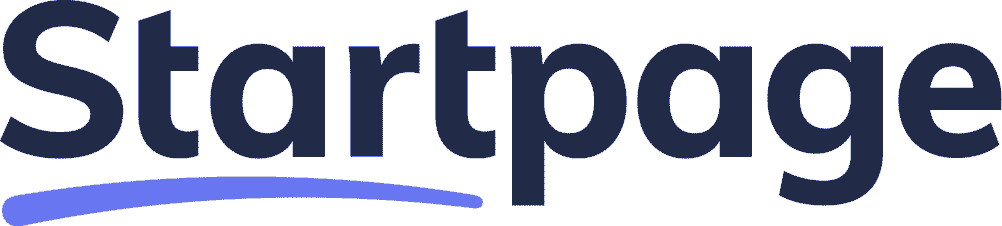
Startpage (multilingue)
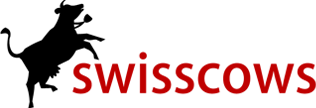
Swisscows (multilingue)
Yahoo! (multilingue)
Yandex (multilingue)
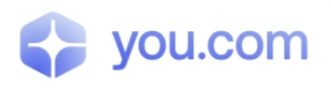
You.com (anglais)
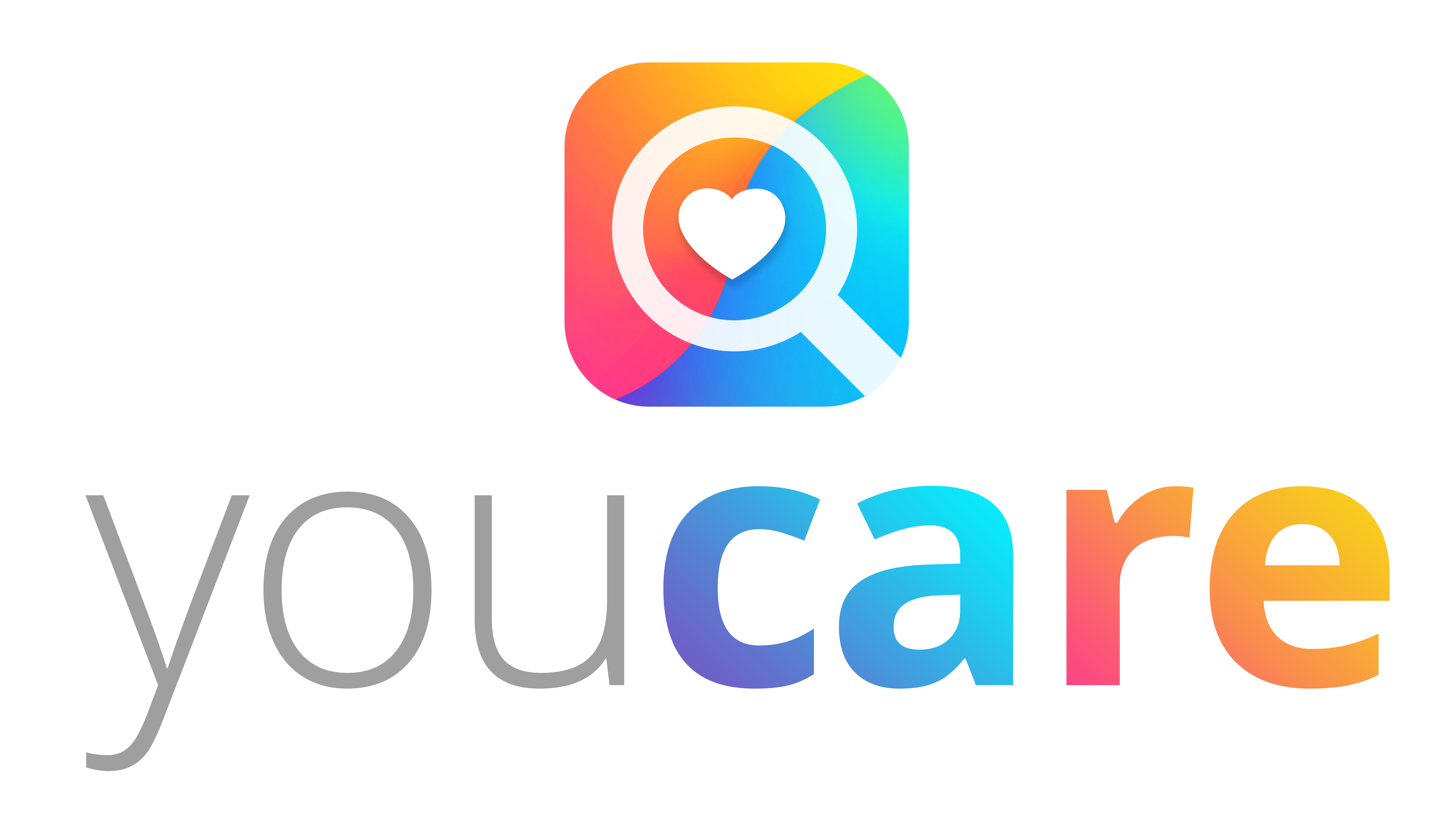
YouCare (multilingue)

Historiques : AltaVista, HotBot, Exalead, ... 

### Moteurs de recherche spécifiques dans le Dark Web
- Ahmia
- Aleph Open Search

### Moteurs de recherche assurant la confidentialité des recherches
- Brave Search
- DuckDuckGo
- MetaGer (en)
- Presearch
- Qwant
- Searx
- Seeks
- Startpage
- Swisscows
- YaCy (particularité : pair à pair)

### Solidaires ou écologiques
Si les services de cette catégorie, en tant que méta-moteurs[Information douteuse], exploitent les moteurs conventionnels (ex. : Google, Bing, Yahoo), ils s'engagent dans des actions qui sont soit écologiques (Ecosia reverse 80 % de ses revenus à un programme de WWF pour protéger les forêts humides), soit solidaires (Lilo, en cumulant des « gouttes » à chaque recherche, reverse 50% des revenus à des associations sur une liste de 136 partenaires comme ATD Quart-Monde...),,.
- Blue (écologique, son slogan : The search engine for ocean restoration)
- Ecogine (écologique, solidaire)
- Ecosia (écologique)
- (en) Ekoru (solidaire, écologique)
- Lilo (solidaire, écologique)
- (en) OceanHero (solidaire, écologique)
- YouCare (solidaire, écologique)
- Panda Search (écologique, solidaire, moteur de recherche de WWF)
- (en) GoodSearch (ex Gexsi) (solidaire, écologique)
- Karma Search (écologique, animalier)
- (en) Seva Search (solidaire, offre des repas aux enfants)

## Moteurs de recherche d'entreprise
- Aleph Search
- Idol (Microfocus)
- Datafari (France Labs)
- DatAnswers (Varonis Systems)
- Hulbee Enterprise Search
- OppScience
- Siebel Search (Oracle)
- Pertimm
- SearchBlox
- Sinequa
- Sharepoint Search (Microsoft)
- Watson Discovery (IBM)

### Moteurs de recherche libre
- Datafari (version communautaire)[5]
- DataparkSearch (recherche en intranet et site web)
- OpenSearchServer
- OpenSearch
- Gigablast†
- Grub
- Lucene / Solr / Nutch
- Openverse (en),
- Searx (méta moteur à multiples instances)
- Sphinx
- Xapian
- YaCy (particularité : pair à pair)
- Zettair (intranet)

## Classement par spécialisation

### Moteurs de recherche éducation et recherche
- BASE (développé dans le cadre du projet Open Archives Initiative)
- CiteSeerX : bibliothèque numérique pour les articles scientifiques et académiques
- Google Scholar
- ISIDORE : assistant de recherche en Sciences Humaines et Sociale
- PubGene : moteur de recherche biomédical
- PubMed : recherche bibliographique biomédicale
- MyScienceWork : moteur de recherche multidisciplinaire d'articles scientifiques en Open Access
- FreeFullPDF : publications scientifiques en format pdf (articles, thèses, brevets)
- ES/Iode : moteur de recherche d'études scientifiques multidisciplinaires.

### Moteurs de recherche pour enfants
- Principaux : KidzSearch (en), Yahoo! Kids (Japon)
- Français : Qwant Junior (pour les 6-12 ans, compatible RGPD), "Explorer" par Kiddoware (interdit aux moins de 13 ans, interdit sans majeur accompagnant, non compatible RGPD).

### Moteurs de recherche d'images
- Google Images
- Picsearch (en)
- PubGene
- Qwant images
- TinEye (particularité : Recherche d'image par l'image)
- YaCy (particularité : pair à pair)
- CC Search

### Moteurs de recherche vidéo
- Sepia search, recherche sur les instances de Peertube. (Libriste)

### Moteurs de recherche sur les sites de partage de fichiers
- FilePursuit.com

### Moteurs de recherche de recrutement
- Regionsjob
- Cadremploi
- Indeed
- Jobboom : au Québec exclusivement.
- Jora.com
- Monster
- Workopolis
- Jobillico
- Jobboard Finder

### Moteurs de recherche sémantique
Dans le langage, la définition de la sémantique est liée au sens linguistique. Ainsi, en termes de recherche, un moteur de recherche sémantique effectue une étude de sens, en se concentrant sur la signification des termes de recherche saisis.
Essentiellement, la recherche sémantique fonctionne en établissant des liens entre des mots et des phrases ; il est capable d'interpréter le contenu numérique d'une manière plus "humaine". Lorsque cela est réalisé, il peut offrir au chercheur des résultats de recherche plus personnalisés et plus précis.
Le moteur de recherche sémantique est né du moteur de recherche traditionnel. Le Web sémantique est une extension du Web actuel dans lequel l'information prend un sens bien défini. Les technologies du Web sémantique jouent un rôle crucial dans l'amélioration de la recherche Web traditionnelle, car elles contribuent à créer des données lisibles par machine. Mais, il ne remplacera pas le moteur de recherche traditionnel.
- WolframAlpha
- Perplexity AI

### Métamoteurs
Métamoteurs ne disposant pas d'une page Wikipedia en français :
- Dogpile (en) - Vendu en 2016 à HP OpenMail (en) (devenue System1), il ne fonctionne plus que comme un paravent à Bing (2023).
- Metacrawler (en) - Vendu en 2016 à HP OpenMail (en) (devenue System1), il ne fonctionne plus que comme un paravent à Bing (2023).
- MetaGer (en)